# War/Dance
War/Dance ist ein US-amerikanischer Dokumentarfilm aus dem Jahr 2007. Sean Fine und Andrea Nix Fine erzählen die Geschichte von drei ugandischen Kindern, die an einem Musikfestival teilnehmen wollen.

## Handlung
Der Film konzentriert sich auf den 14-jährigen Dominic, die 13-jährige Rose und die 12-jährige Nancy vom Stamm der Acholi. Die Kinder leben im Patongo-Flüchtlingscamp im Norden Ugandas. Dominic erzählt, dass er von Soldaten der Lord’s Resistance Army gezwungen wurde, Bauern mit einer Gartenhacke zu töten. Rose erzählt, dass sich die Kinder im Camp verstecken, wenn die Soldaten der LRA kommen, um Kinder zu verschleppen. Sie berichtet, dass sie und ihre Geschwister eines Tages, nachdem die Soldaten abgezogen waren, den Kopf ihrer Mutter in einem Kochtopf fanden. Nancy erzählt, wie die Menschen im Camp leben und berichtet von Hunger, Durst und von Menschen, die nicht einmal Kleider haben. Alle drei finden Trost in der Musik. Dominic spielt Xylophon, Rose singt im Chor und Nancy tanzt. Die Schule im Flüchtlingscamp erhält eine Einladung zu einem Musik- und Tanzfestival in der Hauptstadt Kampala. Dominic, Rose und Nancy dürfen dorthin fahren und auftreten. Der Transport der Kinder in die 200 Meilen entfernte Hauptstadt wird von Soldaten bewacht. Die Filmemacher zeigen die Höhepunktes des Festivals und den Auftritt der Kinder aus Patongo.

## Kritiken
Philip Marchand schrieb im Toronto Star: „'Die Welt zerbricht jeden und nachher sind viele an den gebrochenen Stellen stärker', schrieb Hemingway in In einem andern Land. Dieser Satz kann als Zusammenfassung dieser Dokumentation stehen, die die Stärke dieser gewinnenden, gebrochenen Kinder feiert.“

## Auszeichnungen und Nominierungen
- Sundance Film Festival 2007: Directing Award Documentary[2]
- Oscarverleihung 2008: Nominierung als Bester Dokumentarfilm